# Synclysmus nigrocristatus
Synclysmus nigrocristatus är en fjärilsart som beskrevs av Louis Beethoven Prout 1918. Synclysmus nigrocristatus ingår i släktet Synclysmus och familjen mätare. Inga underarter finns listade i Catalogue of Life.